# 小行星19398
小行星19398（19398 Creedence）是一颗绕太阳运转的小行星，为主小行星带小行星。该小行星于1998年3月19日发现。

## 轨道参数
小行星19398的轨道半长轴为346 401 238 km，2.3155163 UA，离心率为0.262。